# Swarovski Kristallwelten
Swarovski Kristallwelten také Crystal Worlds je muzeum, které se nachází ve Wattens (Rakousko). Muzeum bylo postaveno v roce 1995 na oslavu 100. výročí založení rakouské firmy Swarovski jako atrakce pro návštěvníky. Ve venkovní části areálu je nepřehlédnutelný reliéf alpský obr, s očima upravenými jako krystaly. Zakladatelem společnosti Swarovski byl brusič skla českého původu Daniel Swarovski.
Muzeum bylo navrženo André Hellerem, Brianem Enem, Susanne Schmognerovou a Studiem Azurro. Ve 14 podzemních místnostech jsou vystavena umělecká díla, včetně děl Briana Eno, Torda Boontje, Niki de Saint Phalle, Jima Whitinga, Keitha Haringa, Andyho Warhola a Salvadora Dalího. V říjnu 2014 bylo muzeum Swarovski Kristallwelten opět výrazně rozšířeno. Otevření je plánováno na začátku léta 2015.